# Abutilon fraseri
Abutilon fraseri là một loài thực vật có hoa trong họ Cẩm quỳ. Loài này được (Hook.) Walp. mô tả khoa học đầu tiên năm 1851.